# The Gazette (гурт)
The Gazette (стилізована під GazettE), раніше відома як Gazette (яп. ガゼット, Gazetto)ガゼット Gazetto) — японський візуальний рок- гурт, сформований у Канаґаві на початку 2002 року  Гурт зараз підписав контракт із Sony Music Records .

## Біографія

### 2002: Задум і рання робота
Гурт був сформований у 2002 році з Рукі (вокал), Рейта (бас) та Уруха (лід-гітара) у префектурі Канаґава . Після участі в русі Visual Kei з іншими групами тріо вирішило, що Gazette стане їхньою останньою групою.  Вони залучили Аой (друга гітара) і Юне (ударні) з розпущеного візуального гурту Artia і формально стали The Gazette в січні 2002 року  Назва гурту є навмисним неправильним написанням cassette (яп. カセット, Kasetto)カセット Kasetto) . 
Спочатку вони підписали контракт з Matina, 30 квітня 2002 року вони випустили свій перший сингл « Wakaremichi » і перше музичне відео. «Wakaremichi» був перевиданий у червні. До вересня вони випустили «Kichiku Kyoushi (32sai Dokushin) no Nousatsu Kouza» та свій другий PV. У жовтні 2002 року вони відіграли свій перший сольний концерт, а на Різдво 2002 року вийшов збірник Yougenkyou з 5 пісень із піснею «Okuribi».

### 2003–2004: Новий барабанщик,Cockayne SoupandDisorder
На початку 2003 року Юне покинув гурт, і його замінив Кай (з візуального гурту Mareydi†Creia), який добровільно став лідером гурту. Незабаром після цього the Gazette підписали контракт з лейблом PS Company і в травні випустили свій перший міні-альбом, Cockayne Soup. Свій перший тур вони почали з гуртом Hanamuke, під час якого обидва гурти співпрацювали над двома піснями.
Другий тур відбувся із гуртом Vidoll. Гурти були представлені разом у листопадовому номері Cure, журналу, присвяченого групам visual kei. 
На початку грудня 2003 року вони зіграли в одному шоу з Deadman. 28 грудня вони виступили на Beauti-fool's Fest журналу Fool's Mate . Пізніше вистава була випущена на DVD.
16 січня 2004 року гурт записав сольний виступ на Shibuya-AX, який був випущений на DVD як Tokyo Saihan -Judgment Day- . 30 березня 2004 року вони випустили свій п'ятий міні-альбом Madara, який посів № 2 в інді-чартах Oricon . Після Madara 26 травня вийшов DVD, який включав шість музичних відео та документальний фільм у студії. Того ж місяця the Gazette була представлена в журналі Shoxx Expect Rush III, каталозі незалежних виконавців visual kei. 
Другий концертний DVD, Heisei Banka, був випущений 25 серпня 2004 року. У вересні та жовтні вони гастролювали з іншими групами PS Company Kra та BIS . Їхній перший студійний альбом, Disorder, був випущений 13 жовтня 2004 року, і згодом потрапив до топ-5 інді-параду Oricon Daily Charts.

### 2005–2006: турNilі Nameless Liberty Six Guns
На початку 2005 року газета вирушила у свій весняний тур по Японії під назвою Standing Tour 2005 Maximum Royal Disorder. Фінальний виступ туру відбувся в Shibuya Kokaido 17 квітня 2005 року. 9 березня the Gazette випустила новий сингл « Reila».
Після виходу DVD із їхнім концертом 6 липня 2005 року гурт випустив свій шостий міні-альбом Gama та розпочав тур Standing Tour 2005 (Gama) The Underground Red Cockroach. 20 жовтня the Gazette випустила їхню першу фотокнигу Verwelktes Gedicht, яка включала ексклюзивний компакт-диск із піснею «Kare Uta» (枯詩; Зів’яла поема ). 7 грудня 2005 року гурт випустив свій перший сингл під великим лейблом « Cassis». Рекламне відео "Cassis" було знято в Австрії . 11 грудня 2005 року the Gazette виступили разом з іншими гуртами, які підписали контракт з лейблом PS Company, щоб відсвяткувати п’яту річницю звукозаписного лейбла, тур Peace and Smile Carnival 2005.
Змінивши назву в 2006 році з японських ієрогліфів на романізацію, Gazette випустили свій другий студійний альбом Nil 8 лютого 2006 року. Невдовзі після цього вони вирушили в інший японський тур під назвою Standing Tour 2006 Nameless Liberty Six Guns. Фінальний виступ туру відбувся в Nippon Budokan .  У травні 2006 року вони випустили свій перший збірний альбом Dainihon Itangeishateki Noumiso Gyaku Kaiten Zekkyou Ongenshuu, який включав пісні, випущені з 2002 по 2004 рік. Наступного місяця вони випустили свій другий DVD-компіляцію музичних відео «Film Bug I» . 29 липня 2006 року Gazette виступили в Beethovenhalle у Бонні, Німеччина, їх перше шоу за межами Азії. Концерти були організовані разом із конвенцією AnimagiC аніме та манги. 
6 серпня 2006 року the Gazette провела фестиваль під назвою Gazerock Festival in Summer 06 (Burst into a Blaze) у Tokyo Big Sight West Hall . Пізніше того ж місяця гурт випустив два нових сингли: «Regret» 25 жовтня та «Filt in the Beauty» 1 листопада. Для просування синглів вони почали ще один тур, Tour 2006-2007 Decomposition Beauty. У середині туру вони оголосили, що фінал туру відбудеться на Yokohama Arena .

### 2007–2009:Stacked RubbishіDim
На початку 2007 року вийшов сингл «Hyena». "Chizuru" , B-сторона синглу «Hyena», була використана як фінальна пісня для корейського фільму жахів «Квартира» . Третій студійний альбом гурту Stacked Rubbish вийшов 4 липня 2007 року. Альбом досяг No. 2 у чартах Oricon протягом дня після випуску. Після альбому відбувся тривалий рекламний тур під назвою Tour 2007-2008 Stacked Rubbish (Pulse Wriggling to Black), який тривав з липня 2007 по квітень 2008. У розпал туру в жовтні the Gazette вирушили в свій перший європейський тур, виступаючи в Англії, Фінляндії, Франції та Німеччині. Фінал туру відбувся в Національній гімназії Йойогі 19 та 20 квітня 2008 року.
На початку 2008 року the Gazette співпрацювала з ювелірною компанією GemCerey. Вони випустили сингл "Guren » 13 лютого 2008 року, який посів №1. 3 в чартах Oricon. DVD із їхнім Stacked Rubbish Grand Finale (Repeated Countless Error) у Yoyogi National Gymnasium був випущений 6 серпня 2008 року. Сингл « Leech », випущений 12 листопада 2008 року, посів №2 місце в чартах Oricon. 14 липня 2008 року  група виступила на заході Music Japan 2008 (телевізійна програма на NHK ) з іншими групами, такими як Alice Nine, Plastic Tree, LM. C і Mucc .
23 серпня 2008 року the Gazette провела фестиваль під назвою Gazerock Festival in Summer 08 (Burst into a Blaze) у Fuji-Q Conifer Forest. . The Gazette вирушила в тур фан-клубу протягом жовтня під назвою Standing Live Tour 08 (From the Distorted City), посилаючись на пісню «Distorted Daytime» із їхнього синглу «Leech», який зображував Токіо як «спотворене місто» з точки зору суспільства. і політичні кризи, що охопили Японію.
15 листопада 2008 року the Gazette провела своє перше секретне шоу на станції Шіндзюку . Спочатку передбачалося, що на захід прийде близько двохсот п’ятдесяти людей, але натомість їх було більше семи тисяч, найбільше за всю історію гурту на той час. Через велику кількість людей на вулицях поліція була змушена закрити його після двох пісень.  
3 січня 2009 року Gazette виступили разом із колегами PS Company у турі Peace and Smile Carnival 2009, щоб відсвяткувати 10-річчя звукозаписного лейбла в Ніппон Будокан, де вони оголосили про випуск нового синглу під назвою Distress and Coma 25 березня. Релізу передував виступ з нагоди 7-ї річниці під назвою Live 09 (7-Seven-) на Makuhari Messe .
Гурт випустив свій четвертий студійний альбом Dim 15 липня 2009 року, після чого відбувся ще один літній тур по всій Японії, який розпочався в липні, фінальний виступ якого відбувся на Saitama Super Arena 5 вересня 2009 року. 7 жовтня 2009 року вийшов сингл « Before I Decay ». Після цього Gazette виступили на V Rock Festival 2009 у Makuhari Messe 24 жовтня.
У грудні the Gazette провела концерт у переддень Різдва на завершення року під назвою Live 09 (Гімн розп’яття) у Tokyo Big Sight. 

### 2010–2011: Label change та Toxic
17 березня 2010 року група розпочала Standing Live Tour 10 (The End of Stillness) у Zepp Tokyo.  Після туру фан-клубу гурт оголосив про живий тур під назвою Tour 10 Nameless Liberty Six Bullets, який розпочався в липні двома ночами поспіль у Nippon Budokan.  Серед усіх цих заходів гурт також оголосив про перехід від King Records до Sony Music Records . « Shiver » був першим синглом, випущеним Gazette під новим лейблом Sony Music Records. Сингл також був обраний як початкова пісня до аніме-серіалу Sony Kuroshitsuji II (Чорний дворецький).  4 серпня 2010 року вони випустили свій третій музичний кліп на DVD під назвою Film Bug II, який включав десять PV від « Regret » до « Before I Decay ».
Відразу після випуску « Shiver » гурт оголосив, що кінцева зупинка 10-го туру Nameless Liberty Six Bullets відбудеться в Tokyo Dome і що буде випущено два нових сингли, « Red » і « Pedge ».  
У березні 2011 року група вирушила в тур виключно для фан-клубів під назвою Live Tour 11 (Two Concept Eight Nights -Abyss/Lucy-) і 9th Birth (Day 9 -Nine-) у Zepp Tokyo 10 березня 2011 року. 23 березня 2011 року газета the Gazette випустила збірний альбом під назвою Traces Best of 2005-2009 і живий концертний DVD під назвою The Nameless Liberty at 10.12.26 Tokyo Dome .
The Gazette відклала релізи їх альбому best-of Traces Best of 2005-2009 і живого DVD The Nameless Liberty на 10.12.26 Tokyo Dome, який містить кадри їх останнього концерту в Tokyo Dome через катастрофічний землетрус, який стався в Японії в березні. 2011 рік. Пізніше обох було звільнено 6 квітня 2011 року 
Сингл « Vortex » вийшов 25 травня 2011 року. У липні 2011 року Рукі та Аой приєдналися до PS Carnival Tour 2011 Summer 7 Days at Shibuya. Рукі був у сесійній групі під назвою "Lu/V", а Аой був у сесійній групі під назвою "Aoi with Bon:cra-z". The Gazette також виступали на фестивалі Summer Sonic 2011, який проходив 13–14 серпня 2011 року в Токіо та Осаці .  18 вересня 2011 року Газета виступила на рок-фестивалі Inazuma 2011 разом із TM Revolution . 
The Gazette анонсувала вихід їхнього синглу «Remember the Urge» 31 серпня, а також вихід альбому Toxic 5 жовтня та Live Tour11 Venomous Cell. Тур розпочався 10 жовтня 2011 року в Токіо в залі International Forum Hall A і провів гурт у 27 містах із загалом 28 виступами, які відбулися до кінця 2011 року  Фінал туру відбувся на Yokohama Arena під назвою Tour11-12 Venomous Cell - the Finale- Omega 14 січня 2012 року. 3 жовтня газета отримала нагороду «Найпопулярніший артист 2010» від J-Melo Awards 2011. 

### 2012: турDivisionі Groan of Diplosomia
Під час заключного концерту туру Venomous Cell the Gazette оголосила, що вони проведуть 10-й ювілейний концерт під назвою Standing Live 2012 10th Anniversary -The Decade- у Makuhari Messe 10 березня 2012 року. Також вони анонсували вихід нового альбому під назвою Division .  Альбом був випущений 29 серпня 2012 року в Японії та 1 жовтня 2012 року у Великій Британії та Європі на лейблі JPU Records. Division просувався під час загальнонаціонального туру Live Tour12 -Division- Groan of Diplosomia 01, який розпочався 8 жовтня 2012 року та завершився 29 листопада 2012 року.
Перед туром гурт також вирушив у тур лише для фан-клубів під назвою Standing Live Tour12 -Heresy Presents- Heterodoxy. Тур розпочався 4 липня 2012 року і завершився 29 серпня 2012 року 
The Gazette виступили на A-Nation Musicweek 2012 на національному стадіоні Йойоґі 4 серпня 2012 року  The Gazette також грали на Kishidan Banpaku 2012, 16 і 17 вересня в Тібі.  11 жовтня 2012 року the Gazette приєдналася до музичного фестивалю під назвою Rising Sun Rock Festival 2012 в Езо. . 
9 січня 2013 року the Gazette випустила новий концертний DVD, 10th Anniversary: The Decade . DVD містить повний запис з 10-річного ювілейного концерту гурту, Decade, який відбувся 10 березня 2012 року в Makuhari Messe. Гурт також оголосив про свій перший тур на 2013 рік, Live Tour13 Division Groan of Diplosomia 02, який розпочався 2 лютого 2013 року в Sapporo Shimin Hall і завершився 10 березня 2013 року їхнім ювілейним концертом Gazette Live Tour12-13 Division Groan of Diplosomia Melt, який проходив на Saitama Super Arena . 
The Gazette виступила на російському рок-фестивалі «Кубана», який вп'яте проходив в Анапі на березі Чорного моря. Захід відбувся з 1 по 7 серпня 2013 року, і в ньому взяли участь такі міжнародні зірки, як Die Ärzte, Scooter, Guano Apes, Bullet For My Valentine, System of a Down та багато інших. Для Gazette це буде їх перший виступ у Росії та перший виїзд за кордон після їхнього європейського туру в 2007 році  24 лютого 2013 року Gazette вдруге була нагороджена як «Найпопулярніший артист 2012» від J-Melo Awards 2012.

### 2013–2014: турBeautiful Deformityі Magnificent Malformed Box
Після заключного концерту святкування 11-ї річниці газета оголосила про плани на 2013 рік. По-перше, вони випустили DVD із кадрами згаданого виступу. DVD під назвою Live Tour12-13 Division Final Melt вийшов 26 червня 2013 року. Гурт також випустив новий сингл під назвою "Fadeless" у серпні та новий альбом під назвою Beautiful Deformity 23 жовтня. Газета також оголосила про тур для просування цих нових випусків. Тур під назвою The Gazette Live Tour13 Beautiful Deformity Magnificent Malformed Box розпочався 2 листопада й завершився 28 грудня 
У рамках світового туру у вересні 2013 року the Gazette повернулися до Європи з концертами. У вересні гурт вирушив до чотирьох країн Латинської Америки: Мексики, Чилі, Аргентини та Бразилії. Вони дали два шоу у Франції, два в Німеччині та одне у Фінляндії.
Під час 2014 року Gazette провели трилогію турів під назвою «Redefinition», присвячену їхнім минулим альбомам і обмежену лише для учасників Heresy. У березні 2014 року вони провели концерти, демонструючи Disorder і NIL («Nameless Liberty Disorder Heaven»), у липні відбувся другий тур для Stacked Rubbish і DIM («Pulse Wriggling to Dim Scene»), а в листопаді відбувся останній тур під назвою «Groan of Venomous Cell» із піснями з Toxic і Division. Цей тур розпочався в день 12-річчя гурту та був присвячений їхній спільній роботі за останнє десятиліття. Під час першого шоу "Groan of Venomous Cell" Рукі оголосив, що всі три тури Redefinition будуть опубліковані на DVD коробці під назвою "STANDING LIVE TOUR14 HERESY LIMITED — 再 定 義 — COMPLETE BOX", який вийде 3 березня 2015 року. 11. 
24 грудня 2014 року Sony випустила Film Bug III з музичним відео «To Dazzling Darkness» газети Gazette.

### 2015–2016: 13-та річниця тапроєкт: Темна доба
10 березня 2015 року Газета відсвяткувала своє 13-річчя в Nippon Budokan . Вони також відкрили спеціальну виставку, поділену на панелі, на якій показали моделі інструментів учасників, показали історію гурту та розмістили дошку оголошень, де шанувальники могли написати повідомлення гурту. Виставка була відкрита для всіх бажаючих, навіть для тих, хто не був на концерті.
Після свого 13-річчя Gazette анонсувала музичний цикл під назвою «Project: Dark Age», що складається з 13 частин, включаючи увертюру та великий фінал.   Перша частина — їхній останній альбом Dogma . Друга частина - це тур, який рекламує їхній останній альбом. Тур має назву «Dogmatic -Un-». Третя частина — сингл під назвою Ugly . Дата виходу - 18 листопада 2015 року. 4-та частина - ще один тур під назвою "Dogmatic -Due-". Він розпочався 1 грудня 2015 року, а завершився 24 січня 2016 року. У грудні минулого року було оголошено, що 5-й рух стане фіналом туру DOGMATIC, який відбувся в Національній гімназії Йойогі 28 лютого 2016 року. Того ж дня стало відомо, що 6th Movement стане ще одним релізом синглу під назвою Undying . Він був випущений 27 квітня 2016 року. Після цього в турі «Dogmatic» Gazette вперше в своїй кар'єрі вирушили до США та Канади для живих виступів як 7-ї частини. Після США та Канади група гастролює на Тайвані та Китаї (як 8-й рух), а також у Франції, Німеччині, Фінляндії та Росії (як 9-й рух). Оголошено, що 10-й рух стане випуском DVD, що містить концертний запис "Dogmatic -Final-" після оголошення про постійний живий тур 11-го руху по Японії. Тур має назву «Dogmatic -Another Fate-».
The Gazette виступили на Knotfest Japan у листопаді 2016 року.

### 2018–2019:дев’ятий, тури та від’їзд від компанії PS
The Gazette випустили свій дев'ятий студійний альбом Ninth 13 червня 2018 року. На доповнення до релізу 10 березня на їхньому офіційному сайті (також до 16-ї річниці) було представлено музичне відео на трек-пролог «Falling», а 16 березня — на YouTube  Коли альбом було випущено для завантаження, Ninth очолив рок-чарти iTunes у Білорусі, Фінляндії, Франції, Угорщині, Польщі, Туреччині та Швеції та потрапив до першої десятки в Болгарії, Німеччині, Італії, Нідерландах, Португалії, Росії, Словаччині та Іспанії. . 
29 червня 2018 року The Gazette оголосила, що вони створили власну незалежну компанію «HERESY Inc.» і вийшли зі складу PS COMPANY Co. Ltd. 
19 липня 2018 року розпочався перший етап їхнього дев’ятого туру (LIVE TOUR 18-19 PHASE #01: PHENOMENON) у залах у Японії. Етап завершився 4 вересня 2018 р. 
6 листопада 2019 року розпочався другий етап турів (LIVE TOUR 18-19 THE NINTH PHASE #02: ENHANCEMENT) на майданчиках середнього розміру в Японії. Цей етап завершився 11 грудня 2018 року, після чого було опубліковано оголошення про етап №04.  
У грудні 2018 року The Gazette оголосили про свій СВІТОВИЙ ТУР 19 THE NINTH PHASE #04 -99.999-, який розпочнеться у квітні 2019 року, включаючи виступи в США, Канаді, Мексиці, Аргентині, Чилі, Бразилії, Великобританії, Франції, Німеччині та Росії . 
1 лютого 2019 року розпочався третій етап (LIVE TOUR 18-19 THE NINTH PHASE #03: 激情は獰猛～GEKIJOU WA DOUMOU～) і проходив у менших приміщеннях, що створювало більш інтимне відчуття між фанатами та групою. Він завершився так само, як і почався, спеціальними живими виступами лише для членів фан-клубу, 20 березня 2019 року.  
Через три роки, 30 квітня 2019 року, в Лос-Анджелесі відбувся перший концерт світового туру. Цей світовий тур проходив у 13 містах у 10 країнах Америки, Європи та Азії. Через 12 років вони повернулися до Великобританії з живим виступом у Лондоні, де квитки були розпродані. Цього разу шоу у Фінляндії не було. Світовий тур завершився 30 червня 2019 року другим концертом у Тайбеї.     
10 серпня The GazettE виступили на фестивалі Rock In Japan Festival 2019 (Day 3)    третій рік поспіль (Rock In Japan 2017, Rock In Japan 2018).   
15 серпня 2019 року The GazettE продовжила трансляцію LIVE TOUR18-19 THE NINTH PHASE #05: 混血 у Yokosuka Arts Theatre для підготовки до фіналу у вересні. Зал був розпроданий за лічені хвилини після відсутності гурту за кордоном, а сет-лист складався зі старих пісень і нового альбому. 
23 вересня 2019 року GazettE змінили свій зовнішній вигляд і одяг  і оголосили про співпрацю (проект співпраці GazettE × Yokohama), який включає спеціальний дизайн денного абонемента для лінії поїзда в Йокогамі, тематичний ресторан у китайському кварталі та ралі марок із нагородами.   Співпраця тривала з 7 вересня до дня фіналу 23 вересня 

## Члени
На даний момент
- Рукі (ルキ) – головний вокал, час від часу гітара (2002–тепер)
- Уруха (麗) – соло-гітара, акустична гітара, бек-вокал (2002–тепер)
- Аой (葵) – ритм-гітара, акустична гітара, бек-вокал (2002–дотепер)
- Рейта (れいた) – бас, бек-вокал (2002–15.04.2024)
- Кай (戒) – барабани, перкусія, бек-вокал, лідер оркестру (2003–дотепер)

Колишній
- Юне (由寧) – барабани, перкусія (2002–2003)

## Дискографія
- Студійні альбоми - 10
- Збірні альбоми - 3
- Відео альбоми - 39+
- Міні-альбоми - 6
- Сингли - 25

### Студійні альбоми
| Назва               | Дата випуску        | Мітка                      | Oricon Charts | TWN </br> комбо |
| ------------------- | ------------------- | -------------------------- | ------------- | --------------- |
| Disorder            | 13 жовтня 2004 року | Компанія PS                | 19            | –               |
| Nil                 | 8 лютого 2006 року  | King Records / JPU Records | 4             | 17              |
| Stacked Rubbish     | 4 липня 2007 року   | King Records / JPU Records | 3             | 16              |
| Dim                 | 15 липня 2009 року  | King Records / JPU Records | 5             | 11              |
| Toxic               | 5 жовтня 2011 року  | Sony Music / JPU Records   | 6             | –               |
| Division            | 29 серпня 2012 року | Sony Music / JPU Records   | 4             | –               |
| Beautiful Deformity | 23 жовтня 2013 року | Sony Music / JPU Records   | 8             | –               |
| Dogma               | 26 серпня 2015 року | Sony Music / JPU Records   | 3             | –               |
| Ninth               | 13 червня 2018 року | Sony Music / JPU Records   | 3             | –               |
| Mass                | 26 травня 2021 р    | Heresy Inc. / Записи JPU   | 4             | –               |

### Міні-альбоми
| Назва                                                    | Дата випуску         | Компанія    | Oricon Charts |
| -------------------------------------------------------- | -------------------- | ----------- | ------------- |
| Cockayne Soup                                            | 28 травня 2003 року  | Компанія PS | 99            |
| Akuyuukai (悪友會 ～あくゆうかい～; Meeting Bad Company) | 25 червня 2003 року  | Компанія PS | 100           |
| Spermargarita (スペルマルガリィタ)                       | 30 липня 2003 року   | Компанія PS | 78            |
| Hankou Seimeibun (犯行声明文; Letter of Responsibility)  | 1 жовтня 2003 року   | Компанія PS | 62            |
| Madara (斑蠡 ～MADARA～)                                 | 30 березня 2004 року | Компанія PS | 38            |
| Gama (蝦蟇 (がま); Toad)                                 | 3 серпня 2005 року   | Компанія PS | 24            |

### Сингли
| Назва                                                                  | Дата випуску           | Мітка                      | Oricon Charts |
| ---------------------------------------------------------------------- | ---------------------- | -------------------------- | ------------- |
| Wakaremichi (別れ道; Crossroads)                                       | 30 квітня 2002 року    | Матіна                     | –             |
| Kichiku Kyoushi (32sai Dokushin) no Nousatsu Kouza                     | 30 серпня 2002 року    | Матіна                     | –             |
| Gozen 0-ji no Trauma Radio                                             | 1 листопада 2002 року  | Матіна                     | 273           |
| Zakurogata no Yuuutsu (ザクロ型の憂鬱; Pomegranate Shaped Melancholy ) | 28 липня 2004 року     | Компанія PS                | 23            |
| Zetsu (舐～zetsu～; Lick)                                              | 28 липня 2004 року     | Компанія PS                | 24            |
| Miseinen (未成年; Minor)                                               | 28 липня 2004 року     | Компанія PS                | 25            |
| Dainippon Itangeishateki Noumiso Chuzuri Zecchou Zekkei Ongenshuu      | 28 липня 2004 року     | Компанія PS                | 102           |
| reila                                                                  | 9 березня 2005 року    | Компанія PS                | 8             |
| Cassis                                                                 | 7 грудня 2005 року     | King Records / JPU Records | 6             |
| Regret                                                                 | 25 жовтня 2006 року    | King Records / JPU Records | 9             |
| Filth in the beauty                                                    | 1 листопада 2006 року  | King Records / JPU Records | 5             |
| Hyena                                                                  | 7 лютого 2007 року     | King Records / JPU Records | 4             |
| Guren (紅蓮; Crimson Lotus)                                            | 13 лютого 2008 року    | King Records / JPU Records | 3             |
| Leech                                                                  | 12 листопада 2008 року | King Records / JPU Records | 2             |
| Distress and Coma                                                      | 25 березня 2009 року   | King Records / JPU Records | 3             |
| Before I Decay                                                         | 7 жовтня 2009 року     | King Records / JPU Records | 2             |
| Shiver                                                                 | 21 липня 2010 року     | Sony Music / JPU Records   | 2             |
| Red                                                                    | 22 вересня 2010 року   | Sony Music / JPU Records   | 6             |
| Pledge                                                                 | 15 грудня 2010 року    | Sony Music / JPU Records   | 2             |
| Vortex                                                                 | 25 травня 2011 року    | Sony Music / JPU Records   | 5             |
| Remember the Urge                                                      | 31 серпня 2011 року    | Sony Music / JPU Records   | 6             |
| Fadeless                                                               | 21 серпня 2013 року    | Sony Music / JPU Records   | 4             |
| Ugly                                                                   | 18 листопада 2015 року | Sony Music / JPU Records   | 16            |
| Undying                                                                | 27 квітня 2016 року    | Sony Music / JPU Records   | 10            |
| Blinding Hope                                                          | 10 березня 2021 р      | Heresy Inc. / Записи JPU   |               |

### Збірні альбоми
| Назва                                                          | Дата випуску        | Мітка                      | Oricon Charts | TWN </br> СХІДНЯ АЗІЯ |
| -------------------------------------------------------------- | ------------------- | -------------------------- | ------------- | --------------------- |
| Dainihon Itangeishateki Noumiso Gyaku Kaiten Zekkyou Ongenshuu | 3 травня 2006 року  | Компанія PS                | 34            | –                     |
| Traces Best of 2005 - 2009                                     | 6 квітня 2011 року  | King Records / JPU Records | 19            | –                     |
| Traces Vol.2                                                   | 8 березня 2017 року | Sony Music / JPU Records   | 8             | 1                     |

### Збірки
- Yougenkyou (妖幻鏡, Місяць) (25 грудня 2002, Вічний)
  - (З піснею «Окурібі» (おくり火))
- Калейдоскоп (1 травня 2003, компанія PS)
  - (З піснями «Back Drop Junkie [Nancy]» та «Akai One Piece» (赤いワンピース))
- Hanamuke & Gazette Live (男尻ツアーファイナル) (6 травня 2003, PS Company)
  - (З піснею «Machibouke no Kouen de» (待ちぼうけの公園))
- Japanesque Rock Collectionz (28 липня 2004)
  - (З піснею «Окурібі» (おくり火))
- Rock Nippon Shouji Nori ko Selection (ロックNIPPON 東海林のり子セレクション) (24 січня 2007)
  - (З піснею «Cassis»)
- Fuck the Border Line (Tribute for Kuroyume ) (16 лютого 2011, Avex Trax )
  - (З піснею "CYHead")
- Under Cover II (Tribute to TM Revolution) (27 лютого 2013)
  - (З піснею "Shakin' Love")

### Книги
- Фотокнига "Verwelktes Gedicht" (20 жовтня 2005 р., компанія PS)
  - (З піснею «Kare Uta» (枯詩; Withered Poem ))
- Книга "Nil Band Score" (28 квітня 2006, King Records)
- Книга «Dainippon Itan Geisha-teki Noumiso Gyaku Kaiten Zekkyou Ongen Shuu Band Score» (13 березня 2007 р., King Records)
- Книга "Stacked Rubbish Band Score" (1 березня 2008, King Records)
- Книга "Dim Band Score" (14 вересня 2009, King Records)
- Книга «Traces Best of 2005-2009 Band Score» (1 жовтня 2012 р., King Records)
- Книга «Toxic Band Score» (1 жовтня 2012 р., Sony Music Entertainment Japan)
- Книга «Division Band Score» (3 лютого 2013 р., Sony Music Entertainment Japan)
- Книга «Beautiful Deformity Band Score» (28 грудня 2013 р., Sony Music Entertainment Japan)
- Фотокнига «the GazettE World Tour 13 39395Mile» (10 березня 2014 р., компанія PS)

### Інші випуски
- «Doro Darake no Seishun.». (泥だらけの青春。; Mud Covered Youth ) (8 жовтня 2003)
- «Juuyon sai no Knife» (十四歳のナイフ; Fourteen Year-Old's Knife ) (11 вересня 2004, King Records)
- "Chigire" (チギレ; Torn ) (10 серпня 2005, King Records)

## Відеографія

### Живі DVD
| Назва | Дата випуску           | Мітка        | Позиції на діаграмі |
| --- | ---------------------- | ------------ | ------------------- |
| Matina Sai Shusho -Final Prelude- (Various artists)                                                                         | 10 квітня 2003 року    | Матіна       |                     |
| Tokyo Saiban -Judgment Day- (東京裁判〜JUDGMENT DAY〜)                                                                      | 28 квітня 2004 року    | Компанія PS  | 33                  |
| Heisei Banka (平成挽歌) | 25 серпня 2004 року    | Компанія PS  | 45                  |
| Standing Tour 2005 Final [M.R.D] at 2005.4.17 Shibuya Kokaido Live (渋谷公会堂)                                             | 6 липня 2005 року      | Компанія PS  | 25                  |
| Standing Live Tour 2006 [Nameless Liberty.Six Guns...] Tour Final at Nippon Budokan (日本武道館)                            | 6 вересня 2006 року    | King Records | 9                   |
| Tour 2006-2007 [Decomposition Beauty] Final Meaningless Art That People Showed at Yokohama Arena                            | 13 червня 2007 року    | King Records | 5                   |
| Tour 2007-2008 Stacked Rubbish Grand Finale [Repeated Countless Error] in Yoyogi National Gymnasium                         | 6 серпня 2008 року     | King Records | 3                   |
| Peace & Smile Carnival Tour 2005 (～笑顔でファッキュー～)                                                                   | 24 грудня 2008 року    | King Records | 83                  |
| Peace & Smile Carnival Tour 2009 at Nippon Budokan (日本武道館)                                                             | 15 квітня 2009 року    | King Records | 7                   |
| Tour09 -Dim Scene- Final at Saitama Super Arena                                                                             | 16 грудня 2009 року    | King Records | 13                  |
| The Nameless Liberty 10.12.26 at Tokyo Dome                                                                                 | 6 квітня 2011 року     | Sony Music   | 10                  |
| Tour11-12 Venomous Cell Finale Omega Live at 01.14 Yokohama Arena                                                           | 9 травня 2012 року     | Sony Music   | 1                   |
| The Gazette 10th Anniversary The Decade at 03.10 Makuhari Messe                                                             | 9 січня 2013 року      | Sony Music   | 4                   |
| Live Tour 12-13 [Division] Final Melt Live at 03.10 Saitama Super Arena                                                     | 26 червня 2013 року    | Sony Music   | 10                  |
| The Gazette World Tour 13 Documentary                                                                                       | 26 лютого 2014 року    | Sony Music   | 6                   |
| Live Tour 13-14 [Magnificent Malformed Box] Final Coda Live at 01.11 Yokohama Arena                                         | 21 травня 2014 року    | Sony Music   | 3                   |
| Standing Live Tour 14 HERESY LIMITED－ 再 定 義 －Complete Box                                                              | 11 березня 2015 року   | Sony Music   | 34                  |
| the GazettE LIVE TOUR 15-16 DOGMATIC FINAL -漆黒- LIVE AT 02.28 国立代々木競技場第一体育館(初回生産限定盤)                  | 21 листопада 2016 року | Sony Music   | 2                   |
| The Gazette World Tour 16 Documentary Dogmatic -Trois-                                                                      | 25 січня 2017 року     | Sony Music   | 25                  |
| HALLOWEEN NIGHT 17 THE DARK HORROR SHOW SPOOKY BOX 2 アビス -ABYSS- LUCY -ルーシー- LIVE AT 10.30 ТА 10.31 TOYOSU PIT TOKYO | 28 лютого 2018 року    | Sony Music   | 10                  |
| НАЖИВИЙ ТУР 18-19 ДЕВ'ЯТИЙ / ФІНАЛ「第九」LIVE AT 09:23 YOKOHAMA ARENA                                                      | 4 березня 2020 р       | Sony Music   |                     |
| LIVE IN NEW YORK & WORLD TOUR19 DOCUMENTAL THE NINTH [99.999]                                                               | 4 березня 2020 р       | Sony Music   |                     |

### Збірники музичних відео
| Назва                   | Дата випуску        | Мітка        | Позиції на діаграмі |
| ----------------------- | ------------------- | ------------ | ------------------- |
| Madara (斑蠡〜MADARA〜) | 26 травня 2004 року | Компанія PS  | 54                  |
| Film Bug І              | 7 червня 2006 року  | King Records | 10                  |
| Film Bug II             | 4 серпня 2010 року  | King Records | 7                   |
| Film Bug III            | 24 грудня 2014 року | Sony Music   | 25                  |

VHS
- Sentimental Video (センチメンタルビデオ) (30 квітня 2002)
- Shichoukaku Shitsu (視聴覚 質) (30 серпня 2002)
- Kenka Jouto (喧嘩上等) (29 квітня 2003 р.)
- Hyakkiyagyou (百鬼夜行) (1 жовтня 2003)

## Зовнішні посилання
- офіційний сайт GazettE
- the GazettE в JPU Records (англійською мовою)
- GazettE в King Records